# أليسون لوري
أليسون لوري (بالإنجليزية: Alison Lurie)‏ (3 سبتمبر 1926، شيكاغو في الولايات المتحدة)؛ كاتِبة، سيناريست، أستاذة جامعية وروائية أمريكية.

## الجوائز
- زمالة غوغنهايم

## روابط خارجية
- أليسون لوري على موقع IMDb (الإنجليزية)
- أليسون لوري على موقع الموسوعة البريطانية (الإنجليزية)
- أليسون لوري على موقع إن إن دي بي (الإنجليزية)
- أليسون لوري على موقع قاعدة بيانات الفيلم (الإنجليزية)